# Рамачарита
«Рамачарита» (санскр. रामचरित, IAST: rāmacarita, «Жизнь Рамы») — великая эпическая поэма (историческая кавья), написанная на санскрите Сандхьякаранандином и используемая как источник по истории поздних Палов. Важна тем, что содержит сведения о Бенгалии между второй половиной XI — первой половиной XII веков. «Рамачарита» представляет собой единственный санскритский текст, написанный на территории Варендры, главной темой которого являются исторические события. Автор, пользовавшийся покровительством со стороны последнего из известных царей династии Пала — Маданапалы, оканчивает своё произведение пожеланием долгой жизни царю.
«Рамачарита» состоит из 215 стихов, включая Кавипрашасти, отдельное приложение из 20 стихов. Существенным для текста является использование шлеши, редкой фигуры речи в санскрите, назначение которой — одновременно обеспечить два различных значения путём игры слов. Так, прочтение одним способом открывает перед читателем историю из «Рамаяны», другим способом — царя Рамапалы из династии Палов. При этом второй вариант доступен лишь при использовании специального прозаического комментария (тика), содержащегося в одной из двух рукописей текста, которая обрывается на 35-м стихе второй главы, что создаёт дополнительные трудности для реконструкции второго значения оставшихся стихов второй главы и 48 стихов третьей и четвёртой глав соответственно.
Ранней истории Палов автор посвятил лишь 10 стихов, основное внимание уделяя истории Рамы. В двух последних главах он продолжает историю династии Палов вплоть до царя Маданапалы.
Для историков основную ценность в Рамачарите представляют сведения о восстании в Варендре во времена Махипалы II, результатом которого стала потеря данной области, её возвращении Рамапалой и начальных годах правления Маданапалы. Также определенную ценность представляют собой детальные сведения о самой Варендре, её топографии, флоре и фауне, содержащиеся в первых 18 стихах третьей главы.
Текст был опубликован Харапрасадом Шастри в 1910 году. Впоследствии в 1939 и 1953 годах были опубликованы переводы на английский и бенгальский языки соответственно.